# Mount John Oliver
Mount John Oliver är ett berg i Kanada.   Det ligger i provinsen British Columbia, i den centrala delen av landet, 3 300 km väster om huvudstaden Ottawa. Toppen på Mount John Oliver är 3 123 meter över havet, eller 608 meter över den omgivande terrängen. Bredden vid basen är 3,8 km. Mount John Oliver ingår i Cariboo Mountains.
Terrängen runt Mount John Oliver är huvudsakligen bergig, men åt nordost är den kuperad.Trakten runt Mount John Oliver är nära nog obefolkad, med mindre än två invånare per kvadratkilometer.. Det finns inga samhällen i närheten. 
Trakten runt Mount John Oliver består i huvudsak av gräsmarker.